# チャップマン・スティック

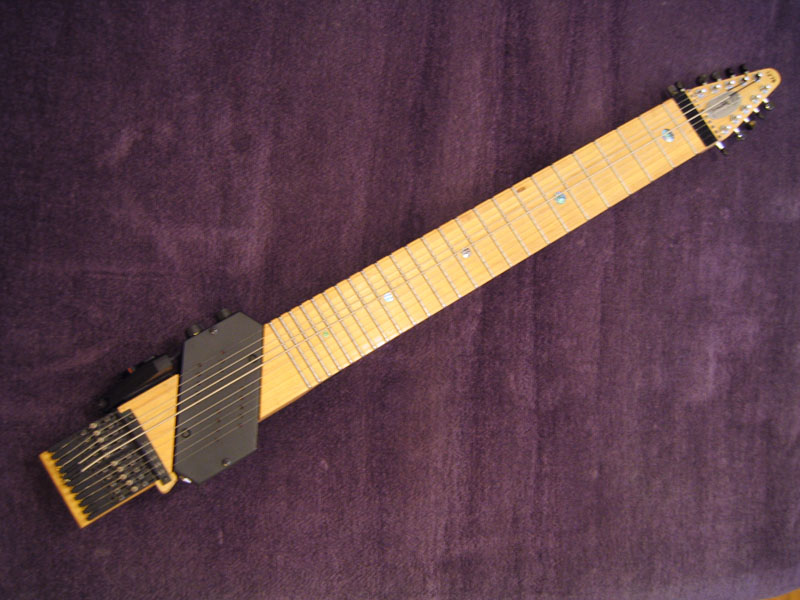
10弦スティック

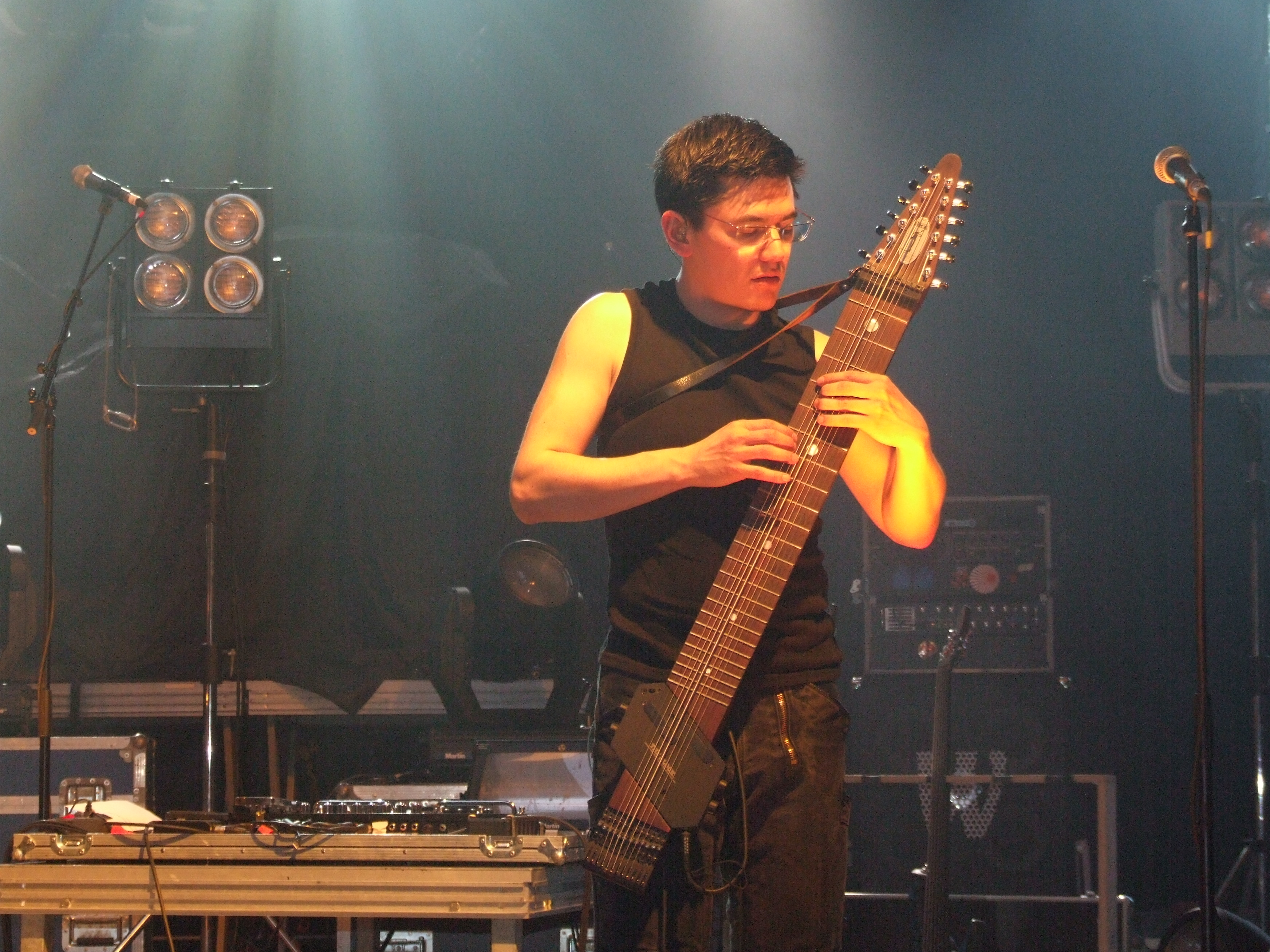
Chapman Stick, Bruder Frank of Band Saltatio Mortis

チャップマン・スティック、もしくは単にスティックは、1970年代初頭に、アメリカのエメット・チャップマンによって発明された電気楽器である。彼は1969年に生み出した、両手をフレットに対して並行にして弾く、“フリー・ハンズ”タッピング奏法のための新しい弦楽器を設計した。スティックの最初のモデルは1974年に出荷された。

## 説明
表面的には、スティックはエレキギターの指板が幅広くなったような見た目で、8弦、10弦、12弦がラインナップされている。サイズは幾分ギターの指板よりも長く幅が広い。通常のギターの片手でフレットを押さえ、もう片方の手で弦を爪弾くという奏法と違い、フレットに対し両手で弦を叩きつけて音を出すため（タッピング）、他の弦楽器が一度に出せる音よりもはるかに多くの音を一度に奏でることができる。このため、弦楽器よりも鍵盤楽器と比較することができる。多様なメロディを一度に弾くことが可能で、多くのスティック・プレイヤーは低音、コード、メロディラインを同時に弾くことを習得している。
一般的に、チャップマン・スティックは、ベルトフックとショルダー・ストラップで保持する。この楽器は角度を約30 - 40度にして構えることにより、両手が自然で楽に指板に対応できる。

## 構造
楽器本体の材質は、基本的には他の弦楽器と同じく木製で、楽器自体の強度を得るため非常に硬い広葉樹など(ウリン/アイアンウッド等）が採用され、1980年代には、エボニーやその他特殊な木材で作られていたものもある。1990年初頭には、注入式塑造法で作られたポリカーボネート樹脂製のものも現れた。近年では、数多くの広葉樹（パドゥク、インディアン・ローズウッド、タララ、メイプル、マホガニーを含む）や、その他「竹」などのオーガニック素材、また、グラファイト、エポキシ樹脂、その他さらなるハイテク材料で製造されている。
ギターやベースと比較すると、スティックのセットアップは指板にラウンドがほとんどなく、言い換えれば、僅かな曲面となっているギターと比べると非常に平坦である。
ロングスケール、やや高いフレット、かなり低い弦のテンション（張力、張り）、そしてとても感度の高いピックアップという、特殊なセットアップは、特にタッピング・スタイルのために進化したものである。

## チューニング
現在スティックのチューニングはプレイヤーのアイディアにより多様化しているが、“標準のチューニング”は、5本のベース弦（グランド・スティック・モデルは6本）が5弦に向かうにつれ高音となり、指板の真ん中に低音弦、そして5本のメロディ用弦（グランドスティックは6本）が4弦に向かって高音となり、また指板の真ん中に低音弦となる。チューニングの構成は、プレイヤーのスタイルによって変えることができ、リード楽器として演奏する人は、よりメロディとベース進行をはっきりと分け、全体的に高音に設定する。楽器全体を和音的に演奏する人は、ベース側とメロディ側をより親密に関連付け、低音に設定する。（“マッチド・レシプロカル”（相互調和）チューニングと呼ばれている）
チャップマン・スティックの弦／チューニングの構成は、完全に調律されたコードをはっきりと演奏したいと願うプレイヤーにとって有利である。典型的な運指法だけで“ヴォイシングの限界”を見る通常のギターと比較すると、スティックのチューニングは、1つのフレット位置で音程を4から5オクターブまで選択できることになる。
この標準チューニングは、さらに別の利点もある。楽器全体で終始一貫して非常に安定していて幾何学的、そして“指で演奏可能な”パターンからなる西洋音楽にとって典型的な和声的音階構造は、移調を容易にし、さらにはぱっと見よりも楽器の習得を楽にさせる。また、ベース／メロディ・パートでは、珍しいエキゾチックな音を作り出す、微分音チューニングも可能。
下記、スティックエンタープライゼスのウェブサイトには、チューニングに関する詳細な情報がある。

## エレクトロニクス
標準出力は2チャンネル、TRS 1/4” コネクターで、ベースとメロディの出力が分かれて付いている。
スティックは3種類のピックアップをラインナップしている。
Stickup
初期のスティックから搭載されているパッシブピックアップ。六角のレンチにより各弦のバランスを調整する事が出来る。

ACTV-2
EMG社製のシングルピックアップを使用し、それぞれのパートにボリュームコントロール、ハイカットトーンコントロールが用意されている。モノラルモードも搭載している。

PASV-4
Villex社製ピックアップが各パートに2基ずつ搭載されている。それぞれのパートにボリュームコントロール、ミッドレンジコントロール、4点のピックアップセレクタが用意されている。モノラルモードも搭載している。
オプションでメロディパートとベースパートにそれぞれRoland GK-3ピックアップを搭載する事も可能で、Roland GR-20またはAxon AX-100のようなギター・シンセサイザーや、別のMIDI楽器を演奏することが可能である。
スティックは、標準的なギターやベース用アンプに繋いで良い効果を得られる。しかし、パッシブ・ピックアップの非常に高いインピーダンスにより、しばしば、特にフルレンジのアンプ・システム（PA、キーボードアンプ等）の場合には、プリアンプを要する場合もある。

## 主な使用者
スティック奏者の中で特に有名なのは、プログレッシヴ・ロック・バンド、キング・クリムゾンのベース奏者としてその名を馳せたトニー・レヴィンであろう。彼のスティックは、単なるベースの代用に留まらず、時には「第三のギター」として機能し、1980年代以降のキング・クリムゾンのサウンドにおいて重要な根幹の一部を担っていた。彼の他には、トレイ・ガンらのスティック奏者がキング・クリムゾンおよびその周辺にいる。
キング・クリムゾン以外で有名なところでは、「君はTOO SHY」のヒットで知られるカジャグーグーのベース奏者、ニック・ベッグスが知られる。5thシングル「ライオンズ・マウス」（アルバム『Iskands』）のPVではリードヴォーカルを取りながらスティックを自在に操る彼の姿が確認できる。また、日本人ではパール兄弟のバカボン鈴木、Base Ball Bearの関根史織（両者ともベーシスト）なども使用している。
これ以外には、ウェザー・リポートに在籍していたベース奏者アルフォンソ・ジョンソン、フランスのマグマに参加したこともあるベルナール・パガノッティおよびヤニク・トップ、それと、マイク・オールドフィールドのバンドで弾いていたキャリー・メルボルンらもスティックを使用している。

## モデル
現在、チャップマン・スティックには7つのモデルがある。弦の構成についてはいくつか下記で述べるが、現在の生産モデルは、物理的制約の範囲内であれば、いかなるチューニングでも可能。
The Stick
10弦、5メロディ弦＋5ベース弦。

Grand Stick
12弦、6メロディ弦＋6ベース弦。

Stick Bass（SB8）
8弦、4メロディ弦＋4ベース弦。または分けられていない、ベースギターに似たチューニング。

NS Stick
8弦、ピック弾き、アルペジオ、スラップ、タッピング用のセットアップ 34インチスケール。

Stick XG
従来のスティック構造の変形版。グラファイトと連続炭素繊維製。

Alto Stick
10弦、5メロディ弦＋5伴奏弦。よりギターに似た短めのスケール。

Stick Guitar
12弦、6弦2組、よりギターに似た短めのスケール。
現在、スティック、グランド・スティック、スティック・ベースは36インチスケールとなっているが、過去に生産されていたモデルは34インチスケールだった。
スティック・エンタープライゼズ社は、カスタムや限定の楽器も製造してきた。以下に代表例を紹介する。
The Acoustick
ボブ・カルバートソンのために作られた、チャップマン・スティックのアコースティック・バージョン。

Ten String Grand
10弦グランド・スティック。グランド・スティックの指板がより幅広く、10弦のもの。

Stick XBL
BassLab社によって作られた、空洞の“調律可能な複合材料”を使用したスティックのプロトタイプ。これらのプロトタイプは、僅かしか存在しない。
スティックのモデルとは別とみなされているが、同じ原理のタッピング奏法のギターとして、ウォー・ギターやコヤブボードが知られている。